# 埃俄罗斯

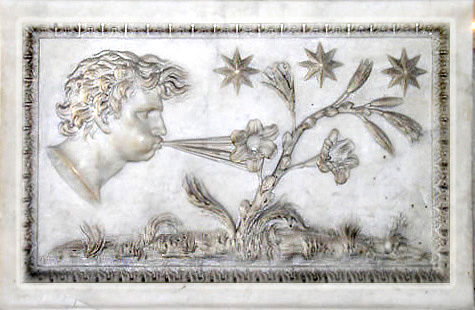
埃俄罗斯

埃俄罗斯（羅馬化：Aíolos），又譯艾歐勒斯，是希腊神话中的風神。而实际上埃俄罗斯这个名字，被神话中的三个人物所共用，通常很难分辨这三个人，甚至连古代的神话收集者也经常对埃俄罗斯到底对应哪个人物而感到混淆。同样迷惑的狄奥多罗斯做出了一项尝试，给出了分辨这三个人物的方法：
第一个埃俄罗斯是赫楞的儿子，埃俄利亚族的祖先；
第二个是波赛冬的儿子，带领了一支殖民队到第勒尼安海；
第三个是希波忒斯的儿子，在《奥德赛》中给了奥德修斯一满袋风使得奥德修斯轻易地回到了伊萨卡的家。
这三个埃俄罗斯都是有有血缘联系的，尽管联系的细节往往是模糊的。
第二个埃俄罗斯尤其容易与第三个相混淆。

## 埃俄罗斯（赫楞之子）
这一个埃俄罗斯是赫楞与宁芙仙女俄耳塞斯之子，是多洛斯、克苏托斯和安菲克堤翁的兄弟。根据描述，他是埃俄利亚（后被称作色萨利）的统治者，希腊国家中埃俄利亚族的祖先。
埃俄罗斯娶厄那瑞忒为妻，并和她育有众多子女，尽管在各种古代文献中，这些孩子的数量和身份都有所不同。可能是因为这一种族分布的巨大范围，以及这个国家每一部分均有将自己的源头连接到埃俄罗斯的希望，给了对于埃俄罗斯众多子女以不同的描述。一些学者认为最为古老真实的故事，主要讲述了埃俄罗斯的四个儿子：西绪福斯，阿塔玛斯，克瑞透斯，和萨尔摩纽斯，作为埃俄利亚族四个主要血缘分支的代表。其他的儿子有得伊俄纽斯，珀里厄瑞斯，刻耳卡孚斯，亦有说法玛格涅斯（通常认为他是玛刻德诺斯的兄弟）和埃特利俄斯也是。埃俄罗斯另外还有一个儿子弥玛斯，是第三个埃俄罗斯的父亲，使得这两个埃俄罗斯之间的关系比较亲密。卡吕刻，庇西狄刻，珀里墨勒和阿尔库俄涅被认为是埃俄罗斯和厄那瑞忒的女儿。埃俄罗斯还和半人马喀戎的女儿墨拉尼珀有一个私生女，名为阿耳涅。阿耳涅和波塞冬生出了第二个埃俄罗斯。
这一个埃俄罗斯通常被描述为令人敬畏的风神。

## 埃俄羅斯（波賽頓之子）
这个埃俄罗斯是波塞冬和阿耳涅的儿子，而阿耳涅是第一个埃俄罗斯的女儿。他有一个双胞胎兄弟玻俄托斯。阿耳涅向她的父亲忏悔道，自己与波塞冬生有一子；而她的父亲却不相信她，将她交给了伊卡里亚的国王墨塔蓬托斯。当波俄托斯和埃俄罗斯出生的时候，他们被墨塔蓬托斯抚养；而当他们的继母奥托吕忒与阿耳涅争吵之时，波俄托斯和埃俄罗斯杀死了奥托吕忒，从伊卡里亚逃亡。波俄托斯和阿耳涅一起，到了南色萨利，在那里建立了波俄提亚；但是埃俄罗斯到了第勒尼安海的群岛上，而那些小岛也因此获得了埃俄利亚群岛的名称；根据一些描述，这个埃俄罗斯创建了利帕里城。尽管传统上认为他的家是在西西里岛附近埃俄利亚群岛之中的一个上（尽管没有共识是在哪一个），但却有另一种想法，认为他的家是在克里特岛西北的格拉姆沃萨岛（Gramvousa）。
埃俄罗斯有六个儿子和六个女儿，整个家庭幸福地生活在一起——直到有一天埃俄罗斯知道他的一个儿子马卡柔斯承认自己和自己的姐妹卡那刻有乱伦关系。感到恐惧的埃俄罗斯将马卡柔斯放逐，并将乱伦所生的孩子丢去喂狗，他还给了女儿一把剑，要她自刎。（另有描述说那个女儿名叫安菲萨，被阿波罗所救之后又被他爱上了。）

## 埃俄罗斯（希波忒斯之子）
这个埃俄罗斯最容易与波塞冬之子，第二个埃俄罗斯相混淆。将他们之间的差别描述出来是一件很困难的事，因为在很多作品中，他们被作者合并成一个人来描述。这个埃俄罗斯的父亲是弥玛斯，第一个埃俄罗斯的儿子。根据一些描述，弥玛斯和阿耳涅的母亲墨拉尼珀结婚。这个埃俄罗斯在埃俄利亚的一个漂浮的小岛上生活，直到有一天，正如《奥德赛》所描述的，奥德修斯和他的船员来拜访他。他提供他们一个月的食宿，并给予他们西风，方便他们回家。不幸的是，他同时给了他们一个风袋作为礼物，里面装有四种风，而当奥德修斯的船即将到家的时候，他的船员将风袋打开，将他们重新吹回到了埃俄利亚，而埃俄罗斯拒绝继续提供帮助了。这个埃俄罗斯被（荷马）之后的作家当成了一个神，而不是一个仅仅保管风的凡人（在《奥德赛》中是这样）。
在维吉尔的史诗《埃涅阿斯纪》第一卷中，天后朱诺主动许诺将自己手下最美的一位宁芙仙女得伊俄珀亚（Deiopea）许配给埃俄罗斯作他的合法妻子，只要他放开他的狂风，摧毁埃涅阿斯的舰队。